# Валішево (Великопольське воєводство)
Валішево (пол. Waliszewo) — село в Польщі, у гміні Клецько Гнезненського повіту Великопольського воєводства.
Населення — 108 осіб (2011).
У 1975-1998 роках село належало до Познанського воєводства.

## Демографія
Демографічна структура станом на 31 березня 2011 року:
|          | Загалом | Допрацездатний вік | Працездатний вік | Постпрацездатний вік |
| -------- | ------- | ------------------ | ---------------- | -------------------- |
| Чоловіки | 58      | 9                  | 44               | 5                    |
| Жінки    | 50      | 12                 | 28               | 10                   |
| Разом    | 108     | 21                 | 72               | 15                   |